# 施莱德
施莱德是德国莱茵兰-普法尔茨州的一个市镇。总面积6.24平方公里，总人口350人，其中男性185人，女性165人（2011年12月31日），人口密度56人/平方公里。